# Город стен и секретов
«Город стен и секретов» (англ. City of Walls and Secrets) — четырнадцатый эпизод второго сезона американского мультсериала «Аватар: Легенда об Аанге».

## Сюжет
Команда Аватара наконец прибывает в Ба-Синг-Се на поезде. Аанг хочет найти Аппу. На вокзале их встречает Джу Ди, которой поручено показать им город. Сокка говорит, что им нужно рассказать информацию о затмении Царю Земли, но Джу Ди игнорирует его слова. Она показывает им нижнее кольцо Ба-Синг-Се, где живут беженцы и ремесленники. Дядя Айро говорит Зуко, что нашёл им работу, а Джет наблюдает за ними. Друзья просят его успокоиться, но он не намерен останавливаться, будучи уверенным, что они из племени Огня. Джет говорит, что хочет найти доказательства и сдать их полиции. Джу Ди показывает команде Аватара среднее кольцо и снова игнорирует просьбу Сокки отвести их к царю. Зуко и Айро приходят на работу в чайную лавку, а Джет продолжает слежку. Джу Ди показывает Аангу и его друзьям верхнее кольцо города, где живут самые важные граждане. Команда видит агентов Дай Ли, и Джу Ди говорит, что они отвечают за культуру в городе. После экскурсии она сообщает, что запрос на аудиенцию у царя будет рассмотрен через месяц. Тогда Аанг решает заняться поисками Аппы. Джу Ди навязывается к нему в сопровождающие.
Аанг и Сокка расспрашивают граждан о бизоне, но никто им ничего не может сказать. Во время разговоров Джу Ди намекает людям, чтобы они молчали. Когда они возвращаются к дому, Джу Ди уезжает, а команда видит подглядывающего за ними соседа. Они знакомятся с мелким чиновником Понгом, живущим напротив, и он дрожа говорит, что в Ба-Синг-Се нельзя говорить о войне, и предупреждает команду избегать Дай Ли. Ночью Джет продолжает следить за Айро и Зуко. Он украл у них кремний, чтобы Айро не мог разогреть чай и использовал магию огня, но старик берёт кремний у соседей. Утром Катара узнаёт о приёме у царя в честь его медведя, и друзья решают проникнуть на него. Тоф и Катара притворятся людьми из высшего общества и проведут Сокку и Аанга. Смелларби и Лонгшот снова говорят с Джетом, уговаривая его оставить свою затею, но он идёт в чайную. Ворвавшись туда, Джет говорит, что Ли и Муши (Зуко и Айро) из племени Огня, потому что старик разогрел свой чай с помощью магии огня, но ему не верят, ведь Айро работает в чайной. Тогда он нападает на Зуко в надежде, что тот раскроет себя и  использует огненную магию, но Зуко «одалживает» мечи у ближайшего к нему человека и вступает с ним в поединок.
Катару и Тоф не пускают без приглашения. Тогда они просят приглашённого незнакомца провести их, говоря неправду, что их семья ждёт внутри, а Тоф потеряла приглашение из-за слепоты. Он проводит их во дворец. Лонг Фенг, советник царя по культуре, не отстаёт от них и говорит, что они вместе будут искать семью. Аанг и Сокка решают сами пройти во дворец, примкнув к посыльным. Джет и Зуко продолжают битву на улице. Первый провоцирует второго использовать магию огня, но Зуко не поддаётся. Аватар и Сокка являются на приём и встречаются с Тоф и Катарой. Приходит Джу Ди и говорит им уйти, но Аанг случайно проливает на одну женщину воду и осушает её, используя магию воздуха, раскрывая всем, что он Аватар. Далее Аанг развлекает людей, отвлекая внимание, пока Сокка будет искать царя. Агенты Дай Ли останавливают драку Джета и Зуко и арестовывают первого. Его убеждения, что те беженцы из племени Огня, не действуют, и Джета увозят. Во дворец прибывает царь, и Аватар хочет с ним поговорить, но его друзей скрытно хватают агенты Дай Ли, а Аанг сталкивается с их начальником Лонг Фенгом. Он говорит ему прийти в библиотеку. Там он говорит, что царь не занимается внешней политикой, а поддерживает культуру царства. Вопросы войны решает Лонг Фенг. Команда полагает, что царь — марионетка, но предводитель Дай Ли говорит, что он икона для народа. Сокка пытается рассказать о затмении, но Лонг Фенг не желает их слушать. Он предупреждает их не говорить в городе о политике, чтобы не сеять панику среди населения, иначе команду выгонят из Ба-Синг-Се, и Аватар не найдёт своего зубра. Тем временем агент Дай Ли промывает мозги Джету и внушает ему, что в городе нет войны. В библиотеку заходит новая девушка, которая представляется как Джу Ди, и говорит Аангу и его друзьям, что она будет их проводницей.

## Отзывы

Динамика оценок IGN к эпизодам 2 сезона мультсериала

Макс Николсон из IGN поставил эпизоду оценку 8,6 из 10 и написал, что «одним из лучших моментов в этой серии было, когда команда Аватара просто дурачилась, придумывая план, как проникнуть на приём Царя Земли». Но он отметил, что «именно на самом мероприятии всё действительно начало набирать обороты». Критик написал, что «арка чайного магазина является одной из его любимых про Айро и Зуко».
Хайден Чайлдс из The A.V. Club написал, что эпизоду «удаётся погрузить зрителей в богато воображаемый мир города и ловко представить основные темы следующих сюжетных линий». Рецензент посчитал, что «Джу Ди — это нечто большее, чем кажется на первый взгляд», подмечая её поведение, когда Аанг и Сокка говорят с людьми о бизоне Аватара и войне. Критик подчеркнул крутость решения «добавить элементы оруэлловского тоталитаризма в столицу Царства Земли». Чайлдс продолжил, что «показывать хороших парней такими же гнусными и по-своему пугающими как нацию Огня — отличный поворот, полностью соответствующий странному и изолированному Ба-Синг-Се».
Эпизод был номинирован на Прайм-таймовую премию «Эмми» в категории «Выдающаяся анимационная программа (менее одного часа)».